# Dobrije
Dobrije – wieś w Słowenii, w gminie Ravne na Koroškem. W 2018 roku liczyła 90 mieszkańców.